# Relaksacja Havriliaka-Negamiego
Relaksacja Havriliaka-Negamiego – empiryczna modyfikacja modelu relaksacji Debye’a, pozwalająca opisywać asymetrię i szerokość widm przenikalności dielektrycznej dla materiałów rzeczywistych.
W porównaniu do równania Debye’a model ten jest zdefiniowany dwoma dodatkowymi parametrami wykładniczymi:
{\displaystyle {\hat {\varepsilon }}(\omega )=\varepsilon _{\infty }+{\frac {\Delta \varepsilon }{(1+(i\omega \tau )^{\alpha })^{\beta }}},}
gdzie:
{\displaystyle \varepsilon _{\infty }} – przenikalność wysokoczęstościowa,
{\displaystyle \Delta \varepsilon =\varepsilon _{s}-\varepsilon _{\infty },} gdzie {\displaystyle \varepsilon _{s}} – statyczna, niskoczęstościowa przenikalność,
{\displaystyle \tau } – charakterystyczny czas relaksacji ośrodka,
{\displaystyle \alpha } i {\displaystyle \beta } – wykładniki opisujące asymetrię i większą szerokość odpowiednich widm.